# Jeremiah Ostriker
Jeremiah Paul Ostriker (New York, 13 aprile 1937 – New York, 6 aprile 2025) è stato un astrofisico e astronomo statunitense.

## Biografia
Gli studi principali di Ostriker furono diretti verso il mezzo interstellare. Fu un esponente di spicco tra i sostenitori delle teorie sulla materia oscura come la maggior componente della massa dell'universo.

## Onorificenze
- Premio Helen B. Warner per l'Astronomia dell'American Astronomical Society (1972)
- Henry Norris Russell Lectureship (1980)
- National Medal of Science dal president Bill Clinton (2000)
- Gold Medal of the Royal Astronomical Society (2004)
- Medaglia Bruce (2011)